# (204816) Andreacamilleri
(204816) Andreacamilleri  es un asteroide del cinturón principal perteneciente al cinturón de asteroides, región del sistema solar que se encuentra entre las órbitas de Marte y Júpiter.
Fue descubierto el 16 de julio de 2007 por Vincenzo Silvano Casulli desde el Observatorio Astronómico de Vallemare di Borbona (Italia).

## Designación y nombre
Designado provisionalmente como 2007 OZ, en 2017 fue nombrado en honor de Andrea Camilleri (1925-2019), escritor italiano, creador de la serie de novelas policiacas cuyo protagonista es el Comisario Montalbano.

## Características orbitales
Andreacamilleri está situado a una distancia media del Sol de 2,803 ua, pudiendo alejarse hasta 3,196 ua y acercarse hasta 2,410 ua. Su excentricidad es 0,140 y la inclinación orbital 8,545 grados. Emplea 1713,81 días en completar una órbita alrededor del Sol.

## Características físicas
La magnitud absoluta de Andreacamilleri es 16,67. 